# Boulette russe
Pour plus de détails, voir Fiche technique et Distribution.
Boulette russe (Rushing Roulette) est un film américain d'animation Merrie Melodies de 6 minutes et mettant en scène Bip Bip et Vil Coyote réalisé par Robert McKimson en 1965.

## Fiche technique
- Réalisateurs : Robert McKimson
- Producteur : David H. DePatie et Friz Freleng
- Compositeur : William Lava